# NK Seljak Labin
Nogometni klub Seljak Labin (NK Seljak; Seljak Labin; Seljak) je bio nogometni klub iz Labina, općina Prgomet, Splitsko-dalmatinska županija.

## O klubu
Klub je osnovan 1963. godine. U Grupnom prvenstvu Splitskog nogometnog podsaveza i Prvenstvu NSO Split je nastupao do 1970. godine, a klub je ugašen 1975. godine.

## Pregled po sezonama
| sezona    | rang lige | liga                                         | poz. | klubova u ligi | ut | pob | ner | por | gol+ | gol- | bod | napomene                                                             | izvori |
| --------- | --------- | -------------------------------------------- | ---- | -------------- | -- | --- | --- | --- | ---- | ---- | --- | -------------------------------------------------------------------- | ------ |
| 1963./64. | V.        | Grupno prvenstvo Splitskog NP                | 6.   | 6              | 10 | 2   | 0   | 8   | 22   | 45   | 4   |                                                                      |        |
| 1964./65. | V.        | Grupno prvenstvo Splitskog NP                | 6.   | 6              | 10 | 0   | 0   | 10  | 2    | 69   | 0   |                                                                      |        |
| 1965./66. | V.        | Grupno prvenstvo Splitskog NP - Prva skupina | 5.   | 5              | 8  | 1   | 0   | 7   | 5    | 48   | 2   |                                                                      |        |
| 1966./67. | V.        | Grupno prvenstvo Splitskog NP                | 5.   | 7              | 12 | 4   | 0   | 8   | 14   | 25   | 8   |                                                                      |        |
| 1967./68. | V.        | Grupno prvenstvo Splitskog NP                | 6.   | 7              | 12 | 2   | 1   | 9   | 12   | 41   | 5   |                                                                      |        |
| 1968./69. | V.        | Grupno prvenstvo NSO Split                   | 5.   | 5              | 8  | 1   | 0   | 7   | 6    | 28   | 2   | liga je započela kao Grupno prvenstvo Splitskog nogometnog podsaveza |        |
| 1969./70. | V.        | Grupno prvenstvo NSO Split                   | 10.  | 10             |    |     |     |     |      |      |     | odustali u proljetom dijelu                                          |        |

## Poveznice
- Labin (Labin Dalmatinski)

## Vanjske poveznice
- blog.dnevnik.hr/sportskamrlja, DA SE NE ZABORAVI DITE VAROŠA NAJBRŽI I NAJIZDRŽLJIVIJI NA 10.000m (kros) BOŽIDAR VRDOLJAK (spomenut NK Seljak s pojedinim rezultatima), objavljeno 25. siječnja 2011., pristupljeno 17. lipnja 2018.